# Poumarous
Poumarous é uma comuna francesa na região administrativa de Occitânia, no departamento dos Altos Pirenéus. Estende-se por uma área de 5,68 km². Em 2010 a comuna tinha 161 habitantes (densidade: 28,3 hab./km²).